# Verwaltungsgemeinschaft Rieden
Die Verwaltungsgemeinschaft Rieden im Oberpfälzer Landkreis Amberg-Sulzbach wurde im Zuge der Gemeindegebietsreform am 1. Mai 1978 gegründet. Ihr gehörten die Gemeinden Rieden, Ensdorf und Ebermannsdorf an. Sitz der Verwaltungsgemeinschaft war Rieden. 
Mit Wirkung ab 1. Januar 1980 wurde die Gemeinde Rieden entlassen. Der Sitz der Verwaltungsgemeinschaft wurde nach Ensdorf verlegt und der Name in „Verwaltungsgemeinschaft Ensdorf“ geändert; ab 1986 gingen auch die beiden restlichen Gemeinden getrennte Wege.